# روي ماكونيل
روي ماكونيل هو عسكري وطيار بطل كندي، ولد في 19 ديسمبر 1898 في فيكتوريا في كندا، وتوفي في أبريل 1945.